# Fälttåget mot Norge
Fälttåget mot Norge var ett kort krig som utkämpades på grund av Norges krav på självständighet i strid mot den union som Danmark och Sverige enats om i freden i Kiel 1814. 
Fredsavtalet, konventionen i Moss, undertecknades den 14 augusti 1814 och var i praktiken ett eldupphöravtal mellan den svenska kungen och det norska Stortinget. Konventionen blev grunden för unionen mellan Sverige och Norge som varade tills Norge förklarade sig självständigt år 1905.

## Historik

### Bakgrund
Efter Napoleonkrigen befann sig Danmark-Norge på förlorarnas sida. Vid freden i Kiel, som undertecknades den 14 januari 1814, tillföll Norge kungen av Sverige. I ett försök att påverka sitt öde samlade norrmännen en konstitutionell församling vid Eidsvoll och undertecknade Norges konstitution den 17 maj 1814. Danmark-Norges kronprins, Kristian Frederik, valdes vid samma tillfälle till kung. Han erkändes dock aldrig av något annat land som kung av Norge.

### Krigets förlopp
Den svenska kungen Karl XIII förkastade tanken på ett självständigt Norge och drog den 26 juli samma år ut på ett fälttåg mot Norge.
Den svenska armén var numerärt överlägsen, bättre utrustad och utbildad. Den leddes även av en av Napoleons före detta främsta generaler, den nyutnämnde svenske kronprinsen Karl Johan – som nu kämpade för koalitionen mot Napoleon. 
De norska soldaterna var nästan oövade och illa utrustade då medel till krig saknades. Organisation och ledning var också underhaltiga. Befälet i allmänhet saknade den erfarenhet av den moderna krigskonsten som den svenska officerskåren på senare år förvärvat sig. Kristian Fredrik bedyrade i ett förtroligt brev till sin vän Carsten Anker, ägaren av Eidsvolls herrgård, att hans egna generaler "aldrig läto honom höra annat än berättelser om fiendens överlägsna styrka och om hur omöjligt det var att göra honom motstånd". Han påstod också att armén saknade disciplin, och att soldaterna knotat över de långa marscherna och vägrat att bära sina tornistrar. Prinsen själv saknade militär kompetens.
Den svenska huvudstyrkan anföll från havet och ockuperade öarna Hvaler. Därefter intog de staden Fredrikstad och belägrade Fredrikstens fästning utanför Halden.
Samtidigt gick en mindre styrka in i Norge från Värmland men efter att ha förlorat slagen i Lier och Matrand tvingades den retirera till Sverige. Sammandrabbningen vid Matrand var den blodigaste under hela kriget.
Svenskarna ryckte därefter fram mot den norska huvudstaden Kristiania men vid Langnes skans hade norrmännen en försvarslinje som stod emot svenskarnas attacker. Svenskarna försökte gå runt norrmännens försvarslinje, och sista striden ägde rum vid Kjølbergs bro 14 augusti 1814 där svenskarna segrade. Då norrmännen insåg att svenskarna hade fri väg till huvudstaden ingick de vapenvila och började förhandla.

### Vapenvila och efterspel

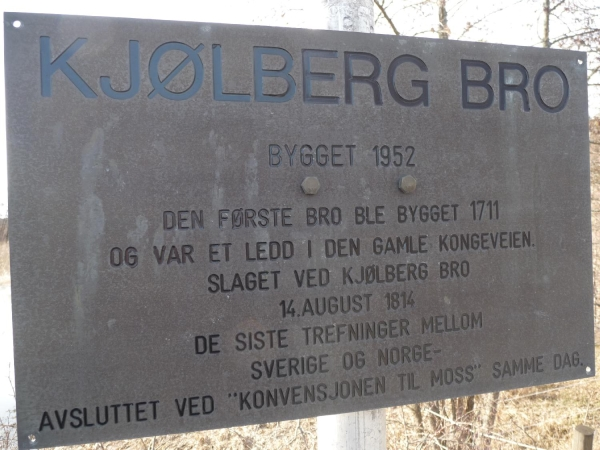
Minnestavla över slaget vid Kjölbergs bro 14 augusti 1814.

Karl Johan erbjöd underhandling. Den svenske general som framförde anbudet till Kristian Fredrik tillade dock varnande: "Vad vi bjuda i dag, bjuda vi ej i morgon, än mindre i övermorgon. Armén önskar ej något stillestånd, men kronprinsen vill i det längsta skona ett folk, varöver han en dag skall regera." Av denna orsak hade Karl Johan också på det kraftigaste inskärpt hos sina trupper att iaktta "den största anständighet och beskedlighet" i Norge och låtit dem veta, "att varje oskickligt uttryck mot den norska nationen skulle bli strängt bestraffat".
En vapenvila slöts den 14 augusti 1814 i Moss. Avtalet ingicks mellan Karl Johan, på den svenska kungens vägnar, och det norska Stortinget. Sverige ockuperade i praktiken Østfold fylke, och den svenska flottan kvarstod i området fram till oktober (under tiden som fortsatta unionsförhandlingar pågick).
Eftersom svenskarna inte erkände Kristian Frederiks krav på den norska tronen, var han inte heller en av avtalets parter. Kristian Frederik gick med på att avstå från den norska tronen och att återvända till Danmark om Sverige accepterade den norska konstitutionen och en löst sammansatt union. 
I november samma år enades de svenska förhandlarna och Stortinget om unionsvillkoren. Sverige godtog Eidsvollförfattningen, och Karl XIII kunde därefter väljas till Norges kung.
I början av december återkom Karl Johan till Stockholm och han mötes av en jublande folkmassa. Kronprinsen ledde kungen i processionen och "nästan bar upp honom på tronen." enligt Axel Trolle-Wachtmeiser. Kyrkoherden Johan Olof Wallin skrev en hyllningsdikt om som sattes upp på porten till Adolf Fredriks kyrkogård.
| ”              | Gud ned till jorden såg, Då hon fördränkt i blod och brott och jämför låg, På nordens brödrafolk, på Manhems barn han tänkte, Då gick Karl Johan fram - och böljorna sig sänkte Och Karl XIII vid tidens spridda natt Steg med förbundets ark på fjället Ararat Och bärgade däri, från jordens ödebygder Det ädlaste hon har: Frid, frihet, ljud och dygder. | „ |
| – Johan Wallin | |   |

## Betydelse
Norge blev genom fälttåget del av en personalunion med Sverige. Vissa i Sverige menade att man inte fått full "ersättning" för förlusten av Finland till Ryssland, eftersom Norge fick lov att behålla sitt parlament, sin regering och sin egen militär. Däremot ansåg kronprins Karl Johan att det var nödvändigt att vinna norrmännen för unionstanken, vilket i viss mån skedde. Och än på 2000-talet har den norska huvudstaden en huvudgata som är uppkallad efter honom, han som ledde de svenska styrkorna till seger mot Norge.
Fälttåget mot Norge är det senaste krig Sverige utkämpat i eget namn. Senare har Sverige dock deltagit i krigshandlingar i FN-missioner och som en del av internationella koalitioner i bland annat Libyen.

## Lista över slag under kriget
Svensk seger
      Norsk seger
      Oavgjort
| Lista över slag under fälttåget mot Norge | Lista över slag under fälttåget mot Norge | Lista över slag under fälttåget mot Norge | Lista över slag under fälttåget mot Norge |
| Namn                                      | Datum                                     | Plats                                     | Resultat                                  |
| ----------------------------------------- | ----------------------------------------- | ----------------------------------------- | ----------------------------------------- |
| Invasionen av Hvaleröarna                 | 29 juli 1814                              | Hvaleröarna, Norge                        | Svensk seger                              |
| Slaget vid Idd                            | 31 juli 1814                              | Idd, Norge                                | Svensk seger                              |
| Erövringen av Fredrikstad                 | 1 augusti – 4 augusti 1814                | Fredrikstad, Norge                        | Svensk seger                              |
| Slaget vid Tosekilen                      | 1 augusti 1814                            | Lier, Norge                               | Oavgjort                                  |
| Slaget vid Veden                          | 1 augusti 1814                            | Tistedalen, Norge                         | Svensk seger                              |
| Slaget vid Lier                           | 2 augusti 1814                            | Lier, Norge                               | Norsk seger                               |
| Slaget vid Ingedal                        | 3 augusti 1814                            | Ingedal, Norge                            | Svensk seger                              |
| Slaget vid Kragerö                        | 3 augusti 1814                            | Kragerö, Norge                            | Svensk seger                              |
| Slaget vid Matrand                        | 5 augusti 1814                            | Matrand, Norge                            | Norsk seger                               |
| Slaget vid Skotterud                      | 5 augusti 1814                            | Matrand, Norge                            | Norsk seger                               |
| Slaget vid Rakkestad                      | 6 augusti 1814                            | Rakkestad, Norge                          | Svensk seger                              |
| Slaget vid Trönborg                       | 7 augusti 1814                            | Tönsberg, Norge                           | Svensk seger                              |
| Slaget vid Glemminge                      | 8 augusti 1814                            | Glemminge, Norge                          | Svensk seger                              |
| Slaget vid Tune                           | 8 augusti 1814                            | Tune, Norge                               | Svensk seger                              |
| Slaget vid Langnes skans                  | 9 augusti 1814                            | Langnes, Norge                            | Norsk seger                               |
| Slaget vid Isebro                         | 10 augusti 1814                           | Isebro, Norge                             | Svensk seger                              |
| Slaget vid Trögstad                       | 11 augusti 1814                           | Trögstad, Norge                           | Svensk seger                              |
| Slaget vid Kjølbergs bro                  | 14 augusti 1814                           | Kjølberg herrgård, Norge                  | Svensk seger                              |